# La Maison du silence
Pour plus de détails, voir Fiche technique et Distribution.
La Maison du silence est un film franco-italien réalisé par Georg Wilhelm Pabst et sorti en 1953.
Le film suit des hommes appartenant à tous les milieux, venant de tous les horizons qui cherchent à donner un sens à leur existence et à retrouver leur paix intérieure au cours d’une retraite dans « la Maison du silence ». Trois jours durant, tous ces hommes vont méditer sur leur vie.

## Synopsis
En 1952 à Rome, au cœur de l’agitation romaine, dans la cohue d’un grand magasin, Luigi, un petit voleur à la tire, se faisant surprendre par un surveillant, réussit à lui échapper en se glissant parmi un groupe de personnes entrant dans « la Maison du silence ». Là, perché sur une colline, loin du vacarme de la ville, existe un établissement religieux où, dans le recueillement et la méditation, recherchant une paix bienfaisante, les pénitents viennent y faire retraite, accueillis par des pères jésuites. La cure, sous la direction spirituelle d’un Père supérieur, dure trois jours et les pénitents vivent obligatoirement dans un isolement absolu. « Voilà, je vous regarde, mes frères. Vous êtes tous différents, et vous êtes tous pareils : chacun à la recherche de soi-même », leur déclare le père prédicateur durant son sermon préliminaire.
Comme chaque année depuis 13 ans, Pio Fabiani, un fabricant de cierges, est là plus par habileté commerciale que par sincérité. Cet homme avare, coléreux et bigot est le fournisseur du Saint-Siège en bougies en cire. Il s’oppose à Fernand, l’amoureux de sa fille, inventeur d’une cire synthétique qui coûte moins cher et dure deux fois plus de temps. Pio ne veut pas de cette ratatouille chimique qui n’a rien à voir avec la cire fabriquée par les abeilles, les créatures de Dieu, qui butinent les fleurs, les créatures de Dieu. Quelle comédie devra-t-il jouer pour concilier les devoirs spirituels du pénitent aux préoccupations du commerçant ?
Depuis son entrée dans le monastère, Andrea Sanna suit assidûment les offices. Cet homme politique est assailli de tourments, de remords. Durant la seconde guerre, chef de partisans d’un maquis de résistance, il fut le responsable d’une mission de sabotage d’un pont fréquenté par les chars allemands, dont l’explosion provoqua la mort de deux enfants innocents et de leur grand-père aveugle. Son acte héroïque a fait de lui un criminel. N’ayant plus trouvé depuis ce jour le repos de sa conscience, il prie pour que Dieu pardonne son crime. Est-ce possible ?
Usé, fatigué et méconnaissable, tuberculeux au dernier degré, Francesco Ferro revient de captivité sept ans plus tard, après avoir connu l’amour passionné et partagé avec Anna-Maria, la mère de son enfant. Porté disparu depuis longtemps, aura-t-il le courage de se présenter devant sa fille et sa femme, apprenant que cette dernière remariée, vit heureuse avec un autre homme, le père de son deuxième enfant ?
Mario Rossi, écrivain à succès, est venu là inquiet du scandale soulevé par l’aventure tragique d’adolescents pervertis par ses romans : le jeune Gino est inculpé pour avoir organisé, en public, la vente aux enchères des sous-vêtements de son amie jusqu’à sa nudité, provoquant dans la bousculade la chute mortelle d’un enfant. Va-t-il reconnaître sa part réelle de responsabilité, en tant qu’écrivain et renoncer à publier ses histoires sordides ?
Consterné par un tel tumulte d’âmes en souffrance, un jeune prêtre-assistant qui recueille les confidences de ces hommes commence à douter de sa mission, car selon la règle il doit les laisser seuls face à leur problème et ne peut les aider.
À la fin du séjour, chacun repart vers son destin, sans emprunter la même voie :
- Francesco est le premier à partir. Il a pu revoir dans un parc de la ville sa fille puis sa femme mais en restant à distance, sans oser les aborder, ne se reconnaissant pas le droit de briser leur bonheur. Sans espoir, sa vie n’aura plus de sens.
- Rossi renonce à son tour au secours de l’église, estimant que le bon dieu est trop loin pour s’occuper de lui. Il est décidé à continuer à publier ses écrits même si c’est pour satisfaire le goût malsain de ses lecteurs. Le marché est honnête. Il ne fait que livrer ce qu’on attend de lui. Peu lui importe après tout où est le bien et d’où nait le mal. Le père supérieur de la Maison du silence n’aura pu réussir à lui faire perdre son cynisme. Dès la sortie, son producteur lui annonce son accord pour un film sur son procès.
- Après avoir demandé, en vain, de l’aide auprès du jeune prêtre pour savoir si Dieu est prêt à lui pardonner, Andrea Sanna trouvera la paix dans les Ordres. La retraite aura en tout cas un tel effet sur le maquisard pour résoudre sa crise qu’il décidera de rester au sein de l’Église.
- Pio Fabiani aura tiré un sacré avantage de sa retraite au monastère. Prévenu à temps par le sacristain, il apprend que les autorités ecclésiastiques vont passer une commande de cierges synthétiques. Malgré l’interdiction, il téléphone à sa femme pour que son employé Fernand ne vende pas son brevet et trouve miraculeusement le moyen de sauver son entreprise en utilisant la technologie moderne. Seule concession, il devra accepter les fiançailles de sa fille avec Fernand.
- Luigi, seul à ne pas avoir de problèmes spirituels à résoudre, est touché par la grâce. Il se repent et quitte le monastère après avoir, pour se racheter de ses larcins, offert à la Madone tous ses biens volés.
Submergé par le doute, le prêtre-assistant a bien demandé au père supérieur d’être relevé de sa charge. Ce dernier refuse et lui donne l’ordre d’obéir à son devoir de sacerdoce pour exécuter une mission de charité. Désespéré, avant de partir, il écrit une lettre de démission adressée au Révérend père général de la Compagnie de Jésus. Dehors dans le bruit de la ville une jeune femme est renversée par un camion. C’est grave, on crie à un prêtre, il arrive à temps pour lui administrer l’extrême-onction et soulagé, retourne dans « La Maison du Silence ».

## Fiche technique
- Titre italien : La voce del silenzio
- Autre titre : La Conciencia acusa
- Réalisation : Georg Wilhelm Pabst
- Assistant : Serge Vallin
- Scénario : Cesare Zavattini
- Adaptation et dialogue : Pierre Bost, Roland Laudenbach avec la collaboration de Giuseppe Berto, Oreste Biancoli, Tullio Pinelli, Giorgio Prosperi, Bruno Paolinelli, Bonaventura Tecchi, Ákos Tolnay, Pietro Tompkins, Franz von Treuberg
- Organisation générale : Carlo Civallero
- Photographie : Gábor Pogány
- Son : William-Robert Sivel
- Costumes : Mario Vigolo
- Lieu de tournage : Cinecittà
- Musique : Enzo Masetti
- Direction musicale : Fernando Previtali
- Montage :  Eraldo Da Roma
- Montage version française : Borys Lewin
- Co-production franco-italienne : Cines (Rome), Franco London Film (Paris)
- Durée : 110 minutes
- Format : Noir et blanc
- Dates de sortie : 
  - Italie : avril 1953
  - France : 29 avril 1953
- Affiche : René Péron (France)

## Distribution
- Aldo Fabrizi : Pio Fabiani, le fabricant de bougies
- Jean Marais : Andrea Sanna, l'homme politique, ancien maquisard
- Daniel Gélin : Francesco Ferro, l'ancien prisonnier
- Cosetta Greco : Anna Maria Ferro, la femme du prisonnier
- Franck Villard : Mario Rossi, l'écrivain
- Antonio Crast : Anselmi, le père prédicateur
- Eduardo Ciannelli : le père supérieur
- Paolo Panelli : Luigi, le petit voleur
- Fernando Fernán Gómez : le prêtre assistant
- Rossana Podestà : Angolina De Bellis
- Paolo Stoppa : l'éditeur de l'écrivain
- Enrico Luzi (en) : Fernando, le fiancé de Pietta
- et non crédités :
- Maria Grazia Francia : Pietta Fabiani, la fille de Pio
- Pina Piovani : Teresa Fabiani, la femme de Pio
- Checco Durante : le sacristain
- Franco Scandurra : l’avocat de l’accusé
- Ezio Rossi : Gino
- Piero Palermini : un partisan
- Aristide Baghetti : le grand-père aveugle
- Franco Pesce : don Michele
- Oscar Andriani : le président du tribunal
- Roberto Mauri : un pénitent
- Goliarda Sapienza: la femme mourante
- Edilio Kim : l'homme en retraite spirituelle
- Terence Hill (sous le nom de Mario Girotti) : le garçon du bar

## Autour du film
Georg Wilhelm Pabst, autrichien, considéré comme un des plus grands cinéastes de langue allemande d’avant-guerre (réalisateur de Loulou avec Louise Brooks), a eu le tort de s'accommoder de l'Anschluss qui l'avait fait devenir allemand de 1938 à 1945 et de rester en Allemagne durant la période nazie, où il avait signé quelques films sans intérêt. Cherchant désespérément, dans les années 1950, à retrouver son talent de créateur, le voici en Italie en 1952, où il réalise cette Maison du silence, connue dans la Péninsule sous le titre de La Voce del silenzo.
L’action se passe quasiment en vase clos, dans un monastère romain où, dans cet asile de repos, de prière et de méditation, trois hommes se trouvent réunis pour analyser leur propre situation : un écrivain de renom (Franck Villard), un ancien maquisard (Jean Marais) et un ex-prisonnier de guerre (Daniel Gélin. Cet auto-psychodrame conduit ces individus, ayant tous quelque chose à se reprocher, à une réflexion sur la culpabilité afin d’apaiser leurs consciences.
La seule concession à ce thème religieux est une séquence de strip-tease impliquant la jeune actrice italienne Rossana Podestà, âgé de 18 ans.
En accord avec le titre du film, peu de mots sont parlés dans La Maison du silence. À cet égard, le film est un retour en arrière comme dans les films muets classiques de Pabst.
Mais ce film à sketches souffre de la faiblesse du scénario et des dialogues malgré l'intervention du scénariste italien Cesare Zavattini et celle de Jean Cocteau, non crédité dans le générique en fait de Jean Marais qui réécrivit ses propres dialogues (cf Contes Albin Michel 1978).
Dans cette coproduction franco-italienne, dominée par une équipe artistique italienne pléthorique dont Aldo Fabrizi et Eduardo Ciannelli, le réalisateur a utilisé à bon escient le procédé du flashback pour raconter les histoires passées des pénitents interprétées par le trio français : Marais, Gélin et Villard.